# Осина, Ангелина Николаевна
Ангелина Николаевна Осина — советский хозяйственный, государственный и политический деятель.

## Биография
Родилась в 1939 году в Благовещенске. Член КПСС.
С 1929 года — на хозяйственной, общественной и политической работе. В 1929—1946 гг. — механик Благовещенской швейной фабрики, инструктор райкома КПСС, комсомольский работник в Магаданской области, слушательница Академии общественных наук при ЦК КПСС, заведующий сектором информации Магаданского обкома КПСС, заместитель председателя облисполкома, первый секретарь Магаданского горкома КПСС.
Жила в Магадане.